# João de Bagarana
João de Bagarana (em armênio/arménio: br; Hovhannes Bagarantsi; m. 611) foi o anticatólico instalado pelos bizantinos em oposição ao católico de todos os armênios da Igreja Apostólica Armênia Moisés II e Abraão I, de 590/1 a 611.

## Contexto
Após a divisão da Armênia entre o imperador Maurício (r. 582–602) e o xá Cosroes II (r. 590–628) em 590/1, Maurício convidou o católico de todos os armênios Moisés II e os bispos armênios para um sínodo greco-armênio em Constantinopla; anticalcedônio, Moisés, em sua sede no território persa, em Dúbio, declinou o convite. Maurício então nomeou o anticatólico João (a pedido do bispo pró-calcedônio Teodoro de Teodosiópolis, de acordo com Moisés de Dascurã), provocando um cisma na Igreja Armênia.

## Vida
João é originário de Bagarana, do cantão de Cogovita, na província história de Airarate; o historiador armênio do século VII Moisés de Dascurã chama-o de "Estilita". Mudou sua sede de Dúbio para a zona bizantina, em Avã. Construiu uma catedral, dedicada a São João, e um palácio catolicossal do qual restam apenas ruínas. Se foi bem sucedido, não está claro como se apossou dos vasos sagrados da catedral de São Gregório em Dúbio e os transferiu para Teodosiópolis, porém foi expulso de Avã quando as hostilidades entre persas e bizantinos recomeçaram em 602-603. Capturados pelos persas em 610 em Teodosiópolis, foi então exilado para Hamadã, onde morreu em 611. Seu corpo foi trazido de volta a Avã. Sua morte pôs fim ao cisma e permitiu que Abraão I de Albatã sucedesse Moisés II sem nenhum adversário, após intervalo de três anos no qual a Igreja foi chefiada pelo lugar-tenente Vertanes, o Gramático. Embora tenha sido consideravelmente criticado, nem todos os historiadores armênios foram desfavoráveis a ele: João V de Drascanacerta (católico do século X) mostra o anticatólico como de boa-fé, e Sebeos menciona-o sua santidade.